# Armeni (Apokoronas)
Armeni (griechisch Αρμένοι (m. pl.)) ist ein Dorf der Gemeinde Apokoronas in der griechischen Region Kreta auf der gleichnamigen Insel mit 345 Einwohnern (2011).

## Lage
Das Dorf Armeni liegt 16 km südöstlich von Chania und 3 km landeinwärts von Kalyves nahe der kretischen Nordküste. Es erstreckt sich über 4,178 km² inmitten fruchtbaren Ackerlandes, das überwiegend von Avocado-, Orangen- und Olivenkulturen geprägt ist.

## Geschichte

### Byzantinische Zeit
Der Dorfname Armeni geht zurück auf armenische Soldaten, die sich nach der Rückeroberung Kretas von den Arabern unter dem byzantinischen Feldherrn Nikephoros II. im Jahr 961 n. Chr. dort niederließen.
Zwei Basiliken in geringer Entfernung zueinander belegen eine bedeutende frühchristliche Siedlung des ansonsten wenig erforschten Siedlungsgebiets. Bei Untersuchungen im Kircheninneren von Agios Ioannis Theologos konnten drei Bauphasen nachgewiesen werden. Unter der Einraumkapelle aus dem 16. Jahrhundert mit zwei korinthischen Kapitellen und zwei Marmorgiebeln wurden ältere Mauerreste gefunden, deren Freskenfragmenten in das späte 12. bis frühe 13. Jahrhundert eingeordnet werden. Diese Kapelle wiederum wurde an der Stelle einer frühchristlichen Basilika errichtet, deren Mosaikboden stammt aus der zweiten Hälfte des 6. Jahrhunderts.
Von Francesco Barozzi wurde das Dorf 1577 als Armenus erwähnt. Mit dem gleichen Namen wird der Ort in der venezianischen Volkszählung 1583 von Petros Kastrofylakas mit 233 Einwohnern aufgeführt. Francesco Basilicata verwendet 1630 ebenfalls Armenus.

### Neuzeit
Die griechischen Freiheitskämpfe auf dem Festland im Jahr 1821 erreichten noch im selben Kreta. Um den Kampf und die Verwaltung Kretas zu organisieren, versammelten sich vom 11. bis 21. Mai 1822 in Armeni 41 Vertreter der Provinzen in der „Generalversammlung der Kreter“ (Γενική Συνέλευση των Κρητών). Sie beschloss eine provisorische Regierung Kretas, nach dem Vorbild der Ersten Griechischen Nationalversammlung in Epidauros, sowie die administrative Aufteilung der Insel und die Verwaltung durch eine Generalpräfektur.
Während der kretischen Autonomie (1898–1913) entwickelte sich das Dorf und verzeichnete ein stetiges Bevölkerungswachstum. In den 1930er Jahren wurde die dreischiffige Kirche Agios Nikolaos gebaut, eines der letzten Bauwerke lokaler Handwerker mit akademischen Einflüssen. 

## Verwaltungsgliederung
Ab 1925 bis 1997 bildete Armeni eine selbständige Landgemeinde in der Provinz Apokoranas (Επαρχία Αποκορώνου Eparchía Apokorónou). Im Zuge der Gebietsreform von 1997 wurde Armeni mit den Landgemeinden Kalyves, Kares, Macheri, Neo Chorio, Ramni sowie Stylos zur Stadtgemeinde Armeni zusammengeschlossen. Diese Gemeinde ging zum 1. Januar 2011 in der neuen Gemeinde Apokoronas auf, in der sie seither einen der sechs Gemeindebezirke bildet.
Einwohnerentwicklung von Armeni
| 1913 | 1920 | 1928 | 1940 | 1951 | 1961 | 1971 | 1981 | 1991 | 2001 | 2011 |
| ---- | ---- | ---- | ---- | ---- | ---- | ---- | ---- | ---- | ---- | ---- |
| 775  | 718  | 779  | 868  | 786  | 656  | 563  | 458  | 377  | 384  | 345  |